# 葛洪升
葛 洪升（かつ こうしょう、ゴーァ・ホーンシュヨン、1931年10月 - 2020年1月30日）は、中華人民共和国の官僚、政治家。山東省莒南県出身。第13期中央候補委員、第14期中央委員、第9期全国人民代表大会常務委員会委員。全国人民代表大会財政委員会副主任委員、国務院特区弁公室主任兼党組書記、浙江省人民政府省長、中国共産党浙江省委員会副書記、中国共産党寧波市委員会書記を歴任した。

## 経歴
1931年10月、山東省莒南県で生まれる。1948年12月に中国共産党入党。以後、山東省莒南県政府財糧課幹事、県政府文書、華東南下幹部縦隊班長を歴任した。
1949年5月、浙江省台州市に移り、前後して多くの職務に就く。1983年5月には寧波市党委書記に転任する。1986年8月には同省党委員会常務委員を兼務する。1988年6月、浙江省党委副書記に昇格。1990年11月、浙江省人民政府省長に就任。
1993年10月、中央に移り、国務院特区弁公室副主任、党組副書記に就任。1995年12月、国務院特区弁公室主任、党組書記に昇格。1998年3月、全国人民代表大会財政委員会副主任委員に任命。2003年12月に退任し、政界から引退した。
2020年1月30日、葛洪升は病気で浙江省杭州市で90歳で亡くなりました。